# Space Eggs
Space Eggs est un jeu vidéo de type shoot 'em up développé par Nasir Gebelli et publié par Sirius Software en février 1981 sur Apple II avant d’être porté sur Atari 8-bit. Son système de jeu est similaire à celui du jeu  Moon Cresta sorti sur borne d'arcade en 1980. Le joueur contrôle un vaisseau spatial, positionné en bas de l’écran, et tente de détruire les extraterrestres, qui attaquent depuis le haut de l’écran. Ces extraterrestres apparaissent initialement sous la forme d’œufs, dont sort une nouvelle créature lorsque le joueur parvient à les détruire. Lorsque toutes les créatures sont détruites, une nouvelle vague d’œuf apparait en haut de l’écran,. Le joueur débute la partie avec trois vaisseaux. Lorsque le premier est détruit, il est automatiquement remplacé par le suivant, qui dispose d’une puissance de feu supérieure avec un canon supplémentaire.  Le jeu propose trois niveaux de difficulté. Après sa sortie en février 1981, Space Eggs reste dans le peloton de tête des ventes de jeux sur micro-ordinateur pendant plusieurs mois et parvient même à surpasser VisiCalc en tête du classement pendant deux mois consécutifs.